# Карл Андерсон (рестлер)
Чед Аллегра (англ. Chad Allegra; род. 20 января 1980, Ашвилл, Северная Каролина) — американский рестлер, более известный под псевдонимом Карл Андерсон (англ. Karl Anderson), в данный момент выступающий в WWE на бренде SmackDown.
Основная слава и признание пришли к рестлеру в период его выступления в японском промоушене New Japan Pro Wrestling, где он получил прозвище Пулемёт (англ. The Machine Gun).
В 2016 году Люк Галлоус и Андерсон ушли из NJPW в WWE вместе с лидером Bullet Club Эй Джей Стайлзом. Вновь выступая под именем Люка Галлоуса, Гэллоус и Андерсон работали в качестве команды, а иногда и в качестве группировки со Стайлзом, известной как The O.C.. Они дважды выигрывали командное чемпионство WWE Raw. Они были освобождены в 2020 году из-за пандемии COVID-19 и через три месяца подписали контракт с Impact Wrestling. В октябре 2022 года The O.C. вернулись в WWE.

## Карьера в рестлинге

### New Japan Pro-Wrestling (2008—2016)
С 2008 года Андерсон стал выступать в NJPW, где создал команду «Bad Intentions» с ещё одним гайдзином Гигантом Бернардом. Вместе они выигрывали G1 Tag League, стали командными чемпионами IWGP, а также были признаны «Командой года» по версии Wrestling Observer Newsletter. После распада команды в 2012 году (в связи с возвращением Бернарда в WWE), Карл начал недолгую сольную карьеру. Уже в 2013 году он вместе с Принцем Девиттом, Бэд Лак Фале и Тама Тонгой создают новую группировку «Bullet Club». После того, как в группировку вступил Док Галлоус, они стали командой, которая трижды смогла завоевать командные титулы компании и стать победителями турнира World Tag League. Вскоре команду заметили агенты WWE, и в 2016 году Андерсон покинул Японию, подписав контракт с известной американской компанией.

### WWE (2016—2020)
Андерсон и Галлоус впервые появились на экранах во время апрельского выпуска RAW, где атаковали братьев Усо. Если для Галлоуса это было возвращение в компанию, то Андерсон совершил в ней свой дебют. На протяжении следующих месяцев они помогали своему бывшему напарнику из Bullet Club Эй Джей Стайлзу в его противостояниях вначале против Романа Рейнса, а потом и против Джона Сины. Группировка получила название «The Club», и распалась после драфта 2016 года. На шоу Королевская битва Андерсон и Галлоус взяли свои первые командные титулы в компании, одолев Сезаро и Шеймуса в матче с двумя рефери. 1 января 2018 года они объединились с Финном Балором, ещё одним бывшим членом «Bullet Club».
15 апреля 2020 года Галлоус и Андерсон были освобождены от своих контрактов в WWE в рамках сокращения бюджета в связи с пандемией COVID-19.

### Impact Wrestling (2020—2022)
18 июля 2020 года Галлоуc и Андерсон объявили о подписании двухлетних контрактов с Impact Wrestling, где выступали как команда под названием «Добрые братья».

### Возвращение в WWE (с 2022)
Осенью 2022 года группировка «Судный день», сложившаяся ранее в составе Финна Балора, Дамиана Приста, Реи Рипли и Доминика Мистерио, перенесла своё внимание на Эй. Джей. Стайлза, предложив ему вступить в свои ряды. 10 октября на RAW Стайлз согласился на предложение оппонентов, однако затем неожиданно объявил о возвращении своих давних друзей по группировке «Клуб» Карла Андерсона и Люка Гэллоуза, которые покинули WWE в 2020 году, после чего два года выступали в других организациях. 17 октября на RAW Судный день заявился в зал после того, как Клуб одолел Альфа-Академию, и Стайлсу предложили матч против Доминика 1х1. В этом матче Рипли отвлекса Стайлса, и Мистерио-младший удержал его сворачиванием. В результате «Судный День» бросил «Клубу» вызов на матч трио на Crown Jewel, и это предложение было принято. На RAW 24 октября. На RAW 31 октября состоялся матч 1х1 между Пристом и Андерсоном. В этом матче неожиданную победу одержал Андерсон. После матча группировки подрались, и Гэллоус снова получил в пах от Реи Рипли. По ходу подготовки матча у Карла Андерсона возникли проблемы с его прежним работодателем NJPW. 5 ноября он также был заявлен на шоу этой организации в Осаке. В NJPW убеждали, что Андерсон игнорирует свой букинг, сам Андерсон утверждал, что к нему ни с каким предложением по проведению матча не обращались. В итоге Андерсона сняли с карда шоу NJPW. В матч на Crown Jewel по традиции вмешивалась Рея Рипли. Она смогла стащить Эй. Джей. Стайлса с апрона, подсев под него и подняв его в Электрическом стуле, после чего сбросила на апрон и закатила на ринг. Финн Балор провел шотган-дропкик, а затем Ку-Де-Гра и принес победу своей группировке.

## Титулы и достижения
- Empire Wrestling Federation
  - Американский чемпион EWF
- Impact Wrestling
  - Командный чемпион (2 раза, действующий) — с Доком Галлоусом
- National Wrestling Alliance
  - NWA Мировой командный чемпион — с Джоуи Райаном
- NWA 
  - Чемпион NWA в тяжёлом весе (1 раз)
- NWA Соединённое Королевство
  - Британский чемпион NWA в тяжёлом весе
- New Japan Pro Wrestling
  - Командный чемпион IWGP (4 раза) — с Гигантом Бернардом (1 раз) и Доком Галлоусом (3)
  - Чемпион NEVER в открытом весе (1 раз)
  - Победитель G1 Tag League 2009 — с Гигантом Бернардом
  - Победитель World Tag League 2012 — с Хирооки Гото
  - Победитель World Tag League 2013 — с Доком Галлоусом
- Northern Wrestling Federation
  - Чемпион в тяжёлом весе NWF (2 раза)
- Pro Wrestling Noah
  - Командный чемпион (1 раз) — с Гигантом Бернардом
- Wrestling Observer Newsletter
  - Команда года (2011) — вместе с Гигантом Бернардом
- WWE
  - Командный чемпион WWE Raw (2 раза) — с Люком Галлоусом (2)